# Jimera de Líbar
Jimera de Líbar é um município da Espanha na província de Málaga, comunidade autónoma da Andaluzia, de área 27 km² com população de 421 habitantes (2004) e densidade populacional de 15,06 hab/km².

## Demografia
| Variação demográfica do município entre 1991 e 2004 | Variação demográfica do município entre 1991 e 2004 | Variação demográfica do município entre 1991 e 2004 | Variação demográfica do município entre 1991 e 2004 |
| --------------------------------------------------- | --------------------------------------------------- | --------------------------------------------------- | --------------------------------------------------- |
| 1991                                                | 1996                                                | 2001                                                | 2004                                                |
| 482                                                 | 428                                                 | 359                                                 | 410                                                 |